# Bistum Daltonganj
Das Bistum Daltonganj (lat.: Dioecesis Daltonganiensis) ist eine in Indien gelegene römisch-katholische Diözese mit Sitz in Daltonganj.

## Geschichte
Papst Paul VI. gründete das Bistum Daltonganj mit der Apostolischen Konstitution Supremi Ecclesiae am 5. Juni 1971 aus Gebietsabtretungen des Erzbistums Ranchi, dem es als Suffraganbistum unterstellt wurde.
Am 1. April 1995 verlor es einen Teil seines Territoriums an das Bistum Hazaribag.

## Territorium
Das Bistum Daltonganj umfasst den Distrikte Palamu und Garhwa im Bundesstaat Jharkhand.

## Bischöfe von Daltonganj
- George Victor Saupin SJ (5. Juni 1971 – 30. November 1987, dann Bischof von Bhagalpur)
- Charles Soreng SJ (23. Oktober 1989 – 1. April 1995, dann Bischof von Hazaribag)
- Gabriel Kujur SJ (3. März 1997 – 7. Juli 2016)
- Theodore Mascarenhas SFX (seit 30. November 2023; zuvor seit 8. Dezember 2021 Apostolischer Administrator)